# Изюмов, Александр Филаретович
Изюмов, Александр Филаретович (25 июля 1885 года — 1950 год) — русский архивист, историк, социалист, деятель русской эмиграции в Праге.

## Биография
Родился 25 июля 1885 года в семье священника. 
Учился в Галичском духовном училище и Костромской семинарии. Отказавшись от стипендии в Петроградской духовной академии, в 1914 закончил историко-филологический факультет Московского университета, получив диплом I степени. Был учеником профессора М.К. Любавского. Два года во время обучения преподавал историю в частных гимназиях.
Во время I Мировой войны был призван в армию и воевал на фронте. С 1918 по 1922 годы работает инспектором архивов в Московском областном управлении архивным делом. Также занимает должность старшего инспектора Главного архивного управления. Был членом Трудовой народно-социалистической партии и экспертом НКИД. Работал вместе с В.И. Пичетой, который также является учеником Любавского и закончил Московский университет. По отзыву Пичеты, который рекомендовал Изюмова в качестве профессора для Минского университета, Александр Филаретович в то время занимался изучением архивов XVI — XVII веков, в частности, экономического быта того времени (архангельская русско-английская торговля). Однако университет так и не был создан в то время.
Благодаря Изюмову в 1919 году в Могилеве была спасена личная телеграфная переписка Николая II и перевезена в Москву для создания Новоромановского архива. Также с его помощью в Москву были перевезены следующие архивы: из Петрограда — библиотека и документы Государственного совета, документы, эвакуированные Верховным правительством в Кирилло-Белозёрский монастырь.
25 августа 1922 согласно постановлению Президиума ГПУ Изюмов выслан за границу как антисоветская интеллигенция. До 1925 года проживал в Берлине, сотрудничал с другими российскими эмигрантами, учёными и философами, которые организовали в Берлине Русский Научный Институт.
В 1925 году получил от А.А. Кизеветтера предложение о сотрудничестве и переехал в Прагу, став членом Пражской группы ТНСП (Трудовая народно-социалистическая партия). Заведовал отделом рукописных документов в Русском заграничном историческом архиве (РЗИА). Также являлся членом учёной комиссии архива, с 1934 года занимал должность заместителя директора архива. Его вклад в создание зарубежного архива России неоценим
С 1940 года Изюмов является членом Русского исторического общества в Праге. В 1941 году был арестован и интернирован, содержался в концлагере до 1945 года, когда его освободили американские войска.По словам вдовы В.И. Пичеты, с которым Изюмов переписывался всю жизнь, после концлагеря он похудел на 17 кг. По его собственным словам, в письме к Пичете, концлагерь:
заштриховал моё личное горе, а во-2-х, излечил меня от ожирения (за первые три месяца я потерял 25 кило) и в-3х, вернул вкус к жизни
В дальнейшем участвовал в подготовке документов РЗИА для отправки их в СССР после окончания Великой Отечественной войны, по его собственным словам, почти вся работа по сбору документов была проделана в большей степени ним одним, поскольку сотрудников архива осталось мало. Затем работал в Русской исторической библиотеке в Праге.
Скончался в Праге, похоронен на Ольшанском кладбище. Возможно, был сбит грузовиком.

## Семья
Отец — Изюмов, Филарет Иванович, (1851? – 1916), Законоучитель Озерковского земского училища, священник Ризположенской церкви Озерков Чухломского уезда, также занимался краеведением, исследовал монастырь Великая пустыня. За усердную работу в течение 25 лет по обучению в народных школах был награждён орденом св. Анны III степени ((Церковные ведомости, 1913, № 37. с.462).
Супруга — Александра Степановна, погибла в 1940, дочь — Елена (об этом сам Изюмов сообщает в 1947 году в письме к В.И. Пичете).

## Книги и публикации
- Пашуто В.Т., Изюмов А. Ф. Приложение 1. Краткое curriculum vitae // Русские историки-эмигранты в Европе.. — М.: Наука., 1992. — ISBN 5-02-008596-0.
- Изюмов А. Ф. Культурные ценности России и Польши. — Москва: Т-во «Печатня С. П. Яковлева», 1913.
- Изюмов А. Ф. Жилецкое землевладение в 1632 году // Новая Русская Книга. — Москва, 1922.
- Браудо Александр Исаевич, Изюмов А. Ф. На сторожевом посту // Очерки и воспоминания.. — Париж, 1934. — С. 135-136.
- Постников Сергей Порфирьевич, Изюмов А. Ф. Т.2 Записки о Русском историческом архиве // Политика, идеология, быт и ученые труды русской эмиграции: 1918-1945: Библиография. Из каталога библиотеки РЗИ архива. Под. ред. Сергея Блинова, в 2-х тт. — Нью-Йорк: Norman Ross Publishing, 1993. — С. 400-416.

- Составитель: Изюмов А. Ф. Т.2 Записки о Русском историческом архиве // Отдел документов Русского заграничного исторического архива в Праге: 1923-1932 гг.. — Praha: Orbis, 1934.
- «Советская историческая литература во время и после войны», библиографическая статья, 1947.